# Stanisław Wolski (zm. 1566)
Stanisław Wolski z Podhajec herbu Półkozic (zm. 25 września 1566) – marszałek nadworny koronny w latach 1564–1566, kasztelan sandomierski w latach 1565–1566, kasztelan rawski w latach 1563/1564–1565, kasztelan brzeziński w latach 1554–1563/1564, starosta warszawski w 1566 roku, starosta krzepicki w latach 1558–1566, starosta lanckoroński w latach 1548–1566, sekretarz królewski w 1553 roku.
Syn Mikołaja ochmistrza królowej Bony. Ojciec Mikołaja.
Koadiutor kanonii krakowskiej przyjęty przez Kaspra Podłęskiego w 1537 roku. Kustosz krakowski od 1543 roku. W 1551 roku zrezygnował ze stanu duchownego i objął urząd marszałka dworu Zygmunta II Augusta. Wraz z bratem Mikołajem, biskupem włocławskim, walczył przeciw koncepcji Jakuba Uchańskiego zwołania synodu narodowego.